# サンフォード・J・グロスマン
サンフォード・"サンディ"・ジェイ・グロスマン（Sanford "Sandy" Jay Grossman、1953年7月21日- ）は、クオンツ金融を専門とするアメリカの経済学者およびヘッジファンドマネージャーである。
グロスマンの研究は、証券市場、企業構造、財産権、最適な動的リスク（社会や経済の変化に伴って起こるリスク）管理における情報分析に及んでいる。彼は『The American Economic Review』『Journal of Econometrics』『エコノメトリカ』『Journal of Finance』といった経済・経営に関する一流の学術誌に幅広く執筆している。マクロ経済学、金融管理、リスク管理における彼の研究は数々の賞を獲得している。グロスマンは1988年に設立したQFSアセットマネジメントの会長兼CEOである。その資産運用会社は2014年1月に唯一残っていたヘッジファンドを閉鎖した。 

## 学歴
サンフォード・グロスマンは、1973年に学士号、1974年に修士号、1975年に博士号をいずれもシカゴ大学から経済学で取得した。博士号を取得して以来、彼はスタンフォード大学、シカゴ大学、プリンストン大学、ペンシルベニア大学のウォートン校で専任教職についている。ウォートン校では、1989年から1999年まで金融学の教授を務め、ウォートン校クオンツ金融センターの所長(1994-1999)も務めた。

## 職歴
グロスマンは経済学者として連邦準備制度の理事会役員(1977-78)を務め、米国最大のオプション取引および先物取引所であるシカゴ商品取引所の広報局長(1992-96)を務めた。1988年、彼はアメリカ金融学会の理事に選出され、1992年に副会長を務め、1994年には同学会の会長に就任した。
1988年にグロスマンはQFSアセットマネジメントL.P. 傘下の企業を設立した。同社はグリニッジ (コネチカット州)に拠点を置き、グロスマンの経済研究とクオンツ金融に基づく金融投資モデルを活用する代替投資運用会社である。同社はグローバル・マクロと外国為替投資戦略を専門としている。

## 受賞歴
グロスマンの経済的研究への貢献が初めて公式に認められたのは、アメリカ経済学会より1987年12月の年次総会でジョン・ベイツ・クラーク賞を授与された時である。同年、ロジャー・F・マレー賞の選考会では「プログラム取引と動的ヘッジ戦略の株式や先物価格のボラティリティへの影響分析」という論文で彼に最優秀賞(first prize)が授与された。 『Financial Analysts Journal』誌の編集委員会は、論文「プログラム取引と市場のボラティリティ:日計り関係の報告」に対して1988年のCFA協会年間最優秀論文賞(Graham and Dodd Scroll)を彼に授与した。グロスマンは論文「資産の落ち込みを管理する最適な投資戦略」で数理ファイナンスの1993年最優秀論文賞を受賞した。グロスマンは、1人の教授による卓越した研究業績のためシカゴ大学経営大学院から1996年のレオ・メラメド賞を受賞した。2002年、グロスマンは専門業績での引用でシカゴ大学に認められた。直近では2009年のCMEグループ-MSRI賞を受賞した。 

## 著作物
- Sanford J. Grossman (1989). The Informational Role of Prices. The MIT Press. ISBN 978-0-262-07121-5